# Đồng Tâm, Mỹ Đức
Đồng Tâm một xã thuộc huyện Mỹ Đức, thành phố Hà Nội, Việt Nam.

## Địa lý
Xã nằm cách trung tâm thủ đô Hà Nội khoảng 40 km về phía Tây Nam; phía Bắc giáp huyện Chương Mỹ, phía Đông giáp các xã Phúc Lâm và Vĩnh Xương, phía Tây tiếp giáp tỉnh Hòa Bình, phía Nam tiếp giáp xã Thượng Lâm.
Dân số xã xấp xỉ 8.647 người, phân thành 2.572 hộ gia đình.
Dân số xã Đồng Tâm vào ngày 20 tháng 1 năm 2020 là 9400 người.

## Hành chính
Xã Đồng Tâm được lập ra vào năm 1953 sau khi sáp nhập thôn Hoành của xã Thượng Lâm và thôn Đồng Mít của xã Phúc Lâm. Hiện nay, xã vẫn có 2 thôn: thôn Hoành và thôn Đồng Mít, chia thành 14 xóm.

## Văn hóa
Tiêu biểu có Trống đồng Miếu Môn ở thôn Hoành là một trong số các trống đồng Đông Sơn nổi tiếng được phát hiện ở đây. Hiện nay, Trống đồng Miếu Môn được lưu trữ ở Viện Bảo tàng Lịch sử Việt Nam.